# Lijst van voetbalinterlands Amerikaans-Samoa - Nieuw-Caledonië
Deze lijst van voetbalinterlands is een overzicht van alle officiële voetbalwedstrijden tussen de nationale teams van  Amerikaans-Samoa en Nieuw-Caledonië. De landen hebben tot op heden een keer tegen elkaar gespeeld. Dat was een wedstrijd tijdens de Pacific Games 2011 op 3 september 2011 in Nouméa.

## Wedstrijden
| № | Plaats | Datum            | Competitie         | Wedstrijd                          | Uitslag |
| - | ------ | ---------------- | ------------------ | ---------------------------------- | ------- |
| 1 | Nouméa | 3 september 2011 | Pacific Games 2011 | Nieuw-Caledonië − Amerikaans-Samoa | 8 − 0   |

## Samenvatting
| Competitie    | Totaal gespeeld | Winst Am.-Samoa | Gelijk | Winst Nw.-Caledonië | Doelsaldo Am.-Samoa – Nw.-Caledonië |
| ------------- | --------------- | --------------- | ------ | ------------------- | ----------------------------------- |
| Pacific Games | 1               | 0               | 0      | 1                   | 0 − 8                               |
| Totaal        | 1               | 0               | 0      | 1                   | 0 − 8                               |